# La Lluna Rosa

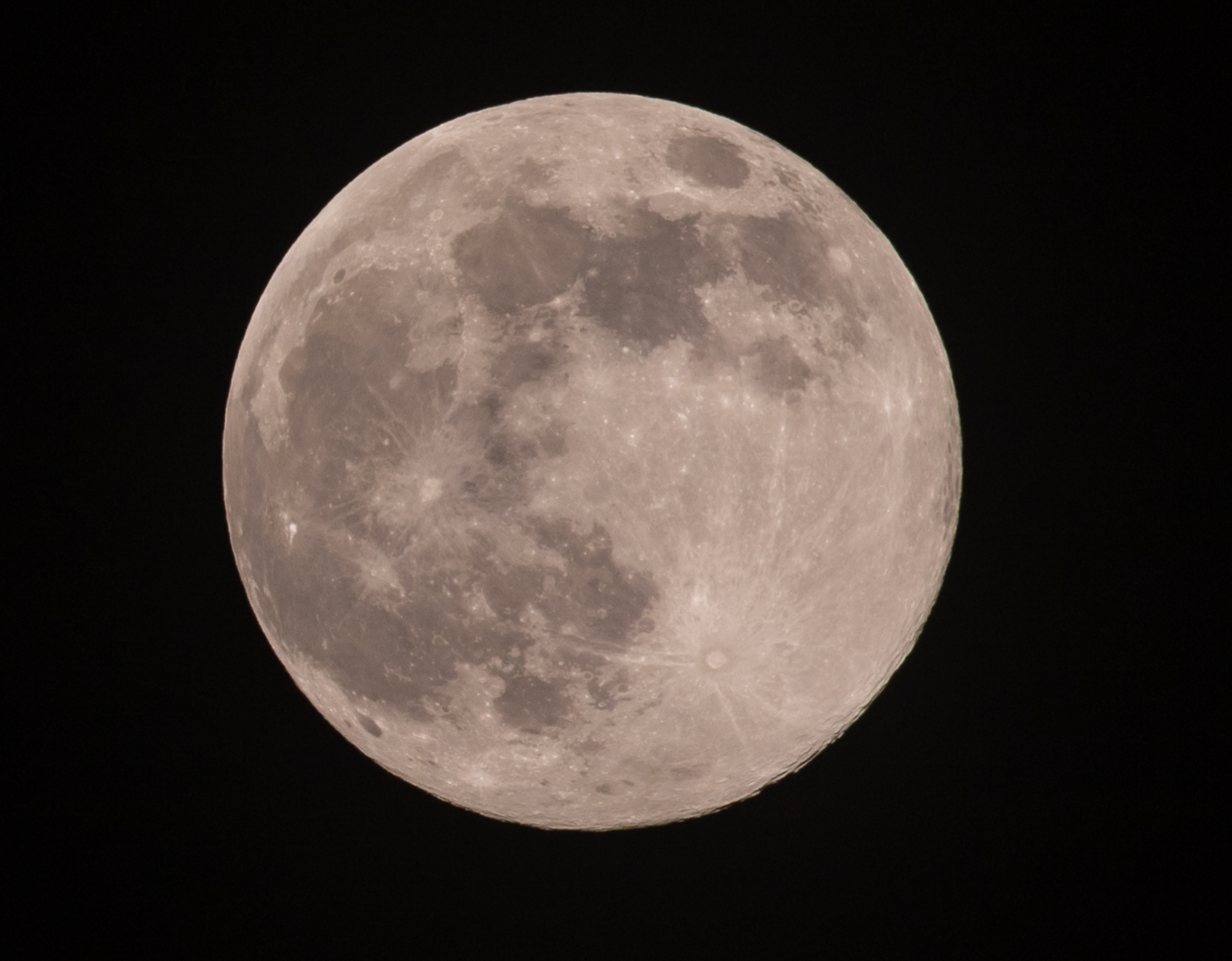
Imatge de superlluna

Aquest esdeveniment rep el nom de superlluna rosa perquè els nadius americans anomenaven d'aquesta manera a les llunes plenes que donaven principi a la primavera. En aquesta època de l'any creixien unes flors silvestres anomenades Phlox, els pètals de les quals presentaven un color rosaci. Per aquest motiu, la lluna plena d'abril es denomina superlluna rosa.
El fenomen d'aquesta magnífica lluna es produeix quan l'òrbita de la lluna està més prop de la Terra i al mateix temps està en la seva fase de major plenitud, és a dir, lluna plena. Quan la cara visible del satèl·lit es mostra totalment il·luminada i aconsegueix la major lluentor, es diu que està en fase de lluna plena.
La grandària d'una superlluna respecte a una lluna plena normal pot ser d'un 14% major i la seva lluentor pot augmentar fins a un 30%. En estar situada la lluna més prop de l'horitzó, la percepció que sembli tan gran és una il·lusió òptica i mental. La ment humana percep els objectes celestes que són més pròxims amb una major grandària que els que es troben més allunyats. Aquest fenomen es coneix com a il·lusió lunar.
La lluna exerceix una gran influència en la natura i quan es dona el pleniluni és un bon moment per a collir els fruits perquè la vitalitat de les plantes augmenta amb la llum de la lluna. Per això, la importància de la superlluna rosa ve també acompanyada de la floració de la natura a la primavera i el despertar de tots els animals.
Les superllunes de l'any 2022 es mostren en el cel nocturn a la primavera i estiu. El 14 de juny hi hagué la superlluna de maduixa, nomenada així perquè en aquest període és quan madura aquest fruit i se'n realitza la recol·lecció. El 13 de juliol es mostra la superlluna de cérvol, sobrenomenada d'aquesta manera perquè és el moment de l'any en què les astes dels cérvols mascles es troben en ple creixement. Finalment, el 12 d'agost s'observa la superlluna de l'esturió, coneguda així perquè en aquesta data hi ha qui pesca aquesta espècie.